# Gala Galaction

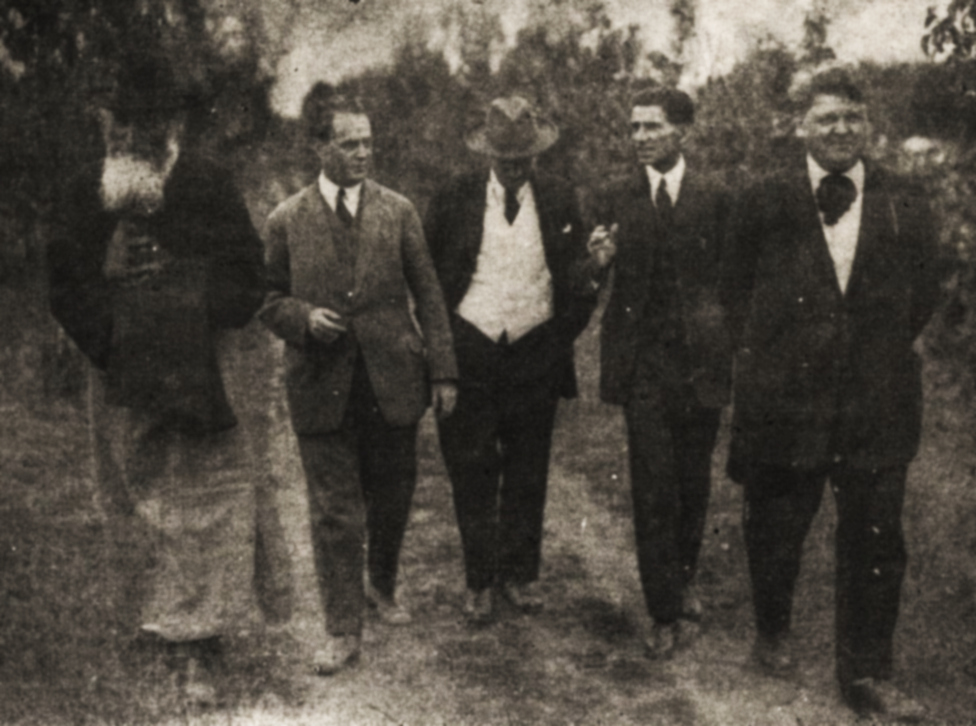
Galaticon, erster von links (vor 1935)

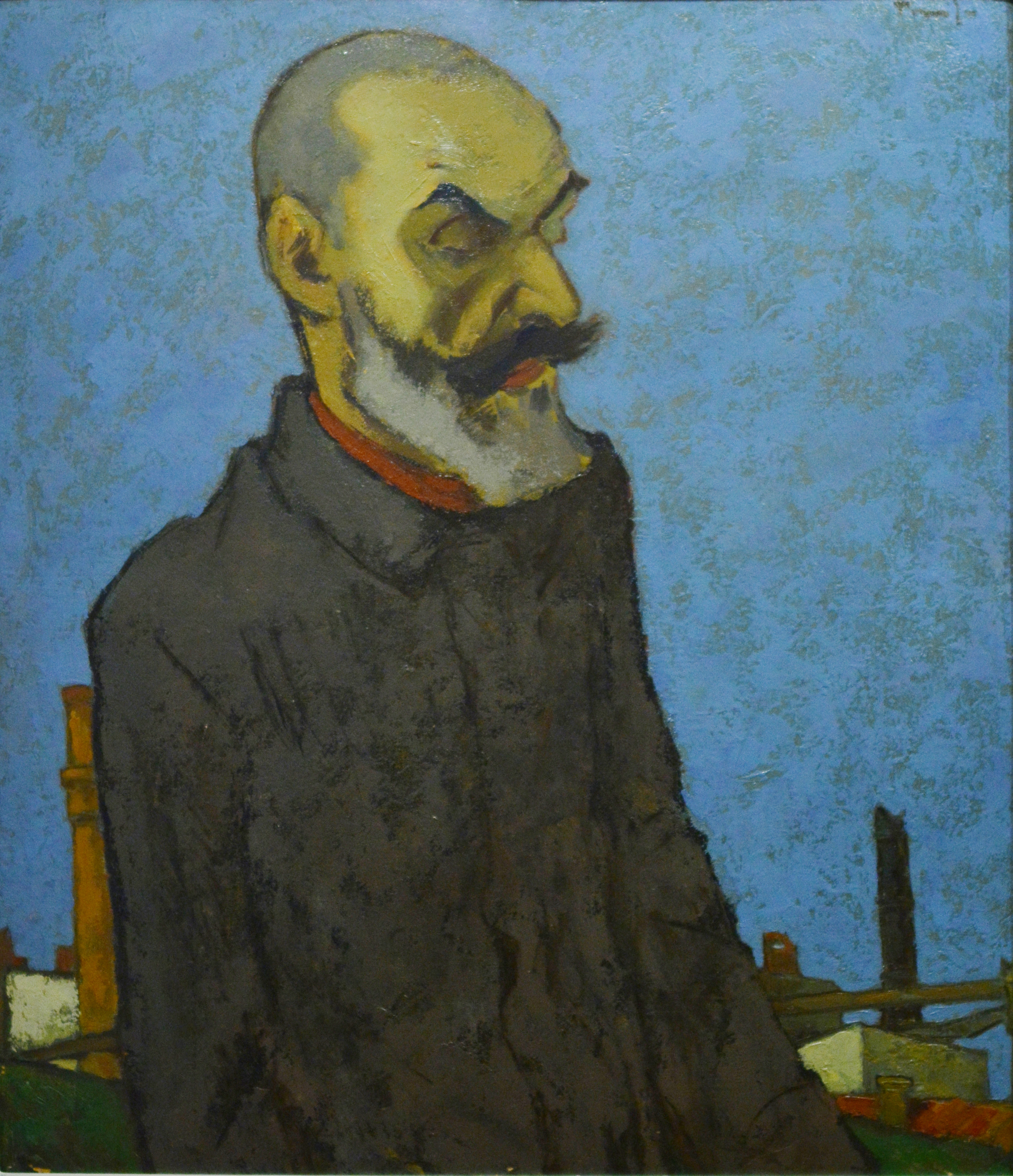
Omul unei lumi noi („Mann einer neuen Welt“), Porträt von Gala Galaction bei Nicolae Tonitza (1920)

Gala Galaction (geboren 16. April 1879 in Didești als Grigorie Pișculescu; gestorben 8. März 1961 in Bukarest) war ein rumänischer Theologe der rumänisch-orthodoxen Kirche, Schriftsteller und christlich-sozialistischer Aktivist. Anders als die meisten seiner Zeitgenossen forderte er Toleranz gegenüber dem Judentum. Galaction wird dem gemanophilen Spektrum der rumänischen Literatur zugerechnet.
Galaction studierte von 1904 bis 1909 an der Universität Czernowitz Theologie.